# 회곽도

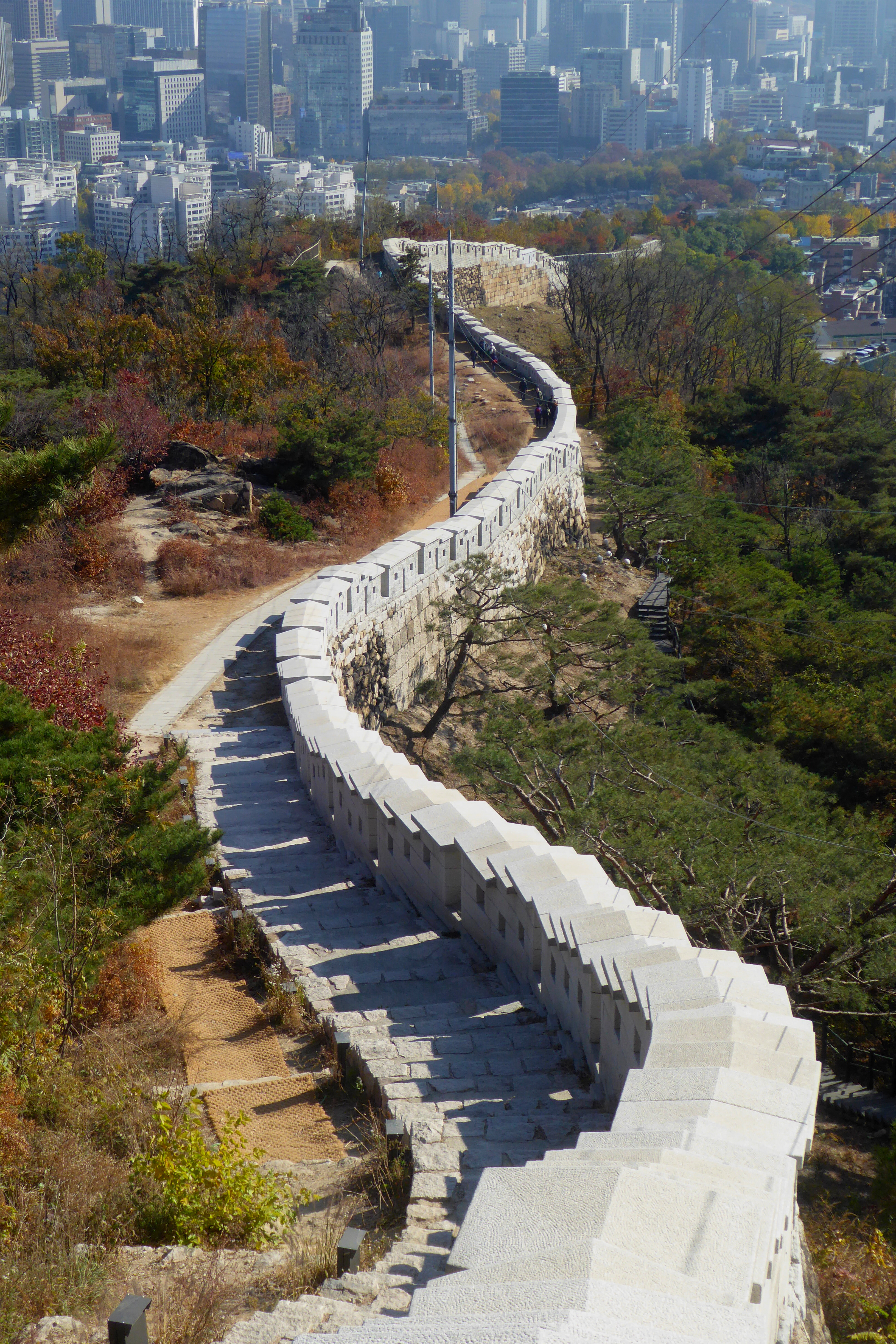
한양도성 인왕산 구간의 회곽도.

회곽도(廻郭道, 프랑스어: chemin de ronde, 영어: wall-walk)는 성곽 위의 흉벽 또는 여장으로 보호받는 걸어다닐 수 있는 공간이다.